# Hunasinapura, Gundlupet
Hunasinapura là một làng thuộc tehsil Gundlupet, huyện Chamarajanagar, bang Karnataka, Ấn Độ.